# Chase Carey
Pour les articles homonymes, voir Carey.
Chase Carey, né le 22 novembre 1954 en Irlande et de nationalité américaine, est de janvier 2017 à janvier 2021 le président (executive chairman) du Formula One Group.

## Biographie
Chase Carey a occupé des postes de direction au sein du groupe de médias de Rupert Murdoch. Il a aussi été dirigeant de la 21st Century Fox. 
En 2017, à la suite de la prise de contrôle de la Formule 1 par le groupe américain Liberty Media, Chase Carey prend les commandes de la discipline et remplace à ce poste Bernie Ecclestone qui a régné sur elle durant quatre décennies. Il est épaulé dans sa nouvelle tâche par deux directeurs, Sean Bratches pour la partie commerciale, et Ross Brawn pour la partie sportive
En marge du Grand Prix de Russie 2020, il annonce son remplacement à la tête de la Formule 1 par Stefano Domenicali à partir de la saison 2021.